# Trombicula autumnalis
A Trombicula autumnalis a pókszabásúak (Arachnida) osztályának bársonyatka-alakúak (Trombidiformes) rendjébe, ezen belül a Trombiculidae családjába tartozó faj.

## Tudnivalók
A Trombicula autumnalis lárvája élősködő életmódot folytat. A fő gazdaállatai az emlősök, az ember és a madarak, ezek közül főleg a talajon fészkelők. A léprigó (Turdus viscivorus) egyik fő külső élősködője.
A lárva általában narancssárga vagy vörös színű és csak hat lába van; a negyedik lábpárt nimfa korában növeszti. A lárva 0,2 milliméter hosszú. A felnőtt elérheti az 1 milliméteres hosszúságot is.
A petéket a nedves talajba rakja le. Miután kikel a lárva, felmászik egy fűszálra, és megvárva a gazdaállatát. A pengeszerű csáprágóival rátapad a gazdaállatra, és annak szöveteivel táplálkozik. Miután néhány nap alatt teleszívta magát, leesik, és három nimfa stádium után felnőtté válik.

## Fordítás
- Ez a szócikk részben vagy egészben  a   Trombicula autumnalis című angol Wikipédia-szócikk ezen változatának fordításán alapul.  Az eredeti cikk szerkesztőit annak laptörténete sorolja fel. Ez a jelzés csupán a megfogalmazás eredetét és a szerzői jogokat jelzi, nem szolgál a cikkben szereplő információk forrásmegjelöléseként.